# لوتشيانو زاوري
لوتشيانو زاوري (Luciano Zauri)، ولد في (بيشينا بمقاطعة لاكويلا، 20 يناير 1978)، لاعب كرة قدم إيطالي.
بدأ مسيرته الكروية مع نادي أتالانتا في عام 1996، ولعب معهم حتى عام 2003، وشارك معهم في 177 مباراة وسجل هدفين، وكان قد أعير إلى نادي كييفو في موسم 1997/1998، ولعب معهم 24 مباراة، ومنذ عام 2003 وهو يلعب مع نادي لاتسيو.
و قد بدأ باللعب مع منتخب إيطاليا لكرة القدم في عام 2004.

## مسيرته الكروية
لعب لوتشيانو زاوري خلال مسيرته الاحترافية مع 6 أندية في تسعة عشر موسمًا وسجل خلالها 7 أهداف ضمن 432 مباراة. حيث فاز في موسمين بالكأس ولم يفز بأي دوري.
خاض لوتشيانو زاوري مسيرته مع نادي كييفو فيرونا في موسم 1996–97 ولمدة موسمين، مشاركًا في 26 مباراة ولم يسجل أي هدف. ثم انتقل إلى نادي أتالانتا في موسم 1998–99 ليلعب معه خمسة مواسم، حيث شارك في 152 مباراة سجل خلالها هدفين. لينتقل بعدها إلى نادي لاتسيو في موسم 2003–04 في المرة الأولى ليلعب معه خمسة مواسم ثم في موسم 2011–12 ولمدة موسمين، مشاركًا طوالها في 140 مباراة سجل خلالها 4 أهداف. ثم انتقل إلى نادي فيورنتينا في موسم 2008–09 لمدة موسم واحد، مشاركًا في 18 مباراة سجل خلالها هدفًا واحدًا. هذا وانتقل لاحقًا إلى نادي سامبدوريا في موسم 2009–10 ولمدة موسمين، مشاركًا في 59 مباراة ولم يسجل أي هدف. ثم انتقل بعدها إلى نادي بيسكارا في موسم 2012–13 ولمدة موسمين، مشاركًا في 37 مباراة ولم يسجل أي هدف أيضًا.

## روابط خارجية
- لوتشيانو زاوري على موقع قاعدة بيانات كرة القدم.إي يو (الإنجليزية)
- لوتشيانو زاوري على موقع ناشيونال فوتبول تيمز (الإنجليزية)
- لوتشيانو زاوري على موقع Soccerway.com (الإنجليزية)
- لوتشيانو زاوري على موقع عالم كرة القدم.نت (الإنجليزية)
- لوتشيانو زاوري على موقع كووورة
- لوتشيانو زاوري على موقع AS.com (الإسبانية)